# Planungsregion Donau-Wald
Die Planungsregion Donau-Wald ist eine von insgesamt 18 Planungsregionen des Freistaates Bayern. Verwaltungssitz ist die Stadt Straubing.

## Struktur

Planungsregion 12: Donau-Wald

Die Planungsregion liegt im Osten Bayerns an der Grenze zu Böhmen und Oberösterreich. In dem Regionalen Planungsverband sind folgende Körperschaften zusammengeschlossen: Die beiden kreisfreien Städte Passau und Straubing und die fünf Landkreise Deggendorf, Freyung-Grafenau, Passau, Regen und Straubing-Bogen sowie die dazugehörigen Landkreisgemeinden.
In der Region leben rund 660.000 Einwohner auf einer Fläche von 5.690 km². Oberzentren der Region sind Deggendorf/Plattling (gemeinsames Oberzentrum), Passau und Straubing. Zugehörige Mittelzentren sind Bad Griesbach im Rottal, Bogen, Freyung, Grafenau, Pocking/Ruhstorf an der Rott, Regen/Zwiesel, Viechtach und Vilshofen an der Donau.

## Geschichte
1972 erfolgte die Einteilung des Freistaates Bayern in 18 Planungsregionen auf Grundlage des Bayerischen Landesplanungsgesetzes von 1970. Der Regionale Planungsverband entstand 1973. Durch den Fall des Eisernen Vorhangs und die Erweiterung der Europäischen Union gewann die an der Grenze gelegene Region wieder stärkere Bedeutung. Aktueller Verbandsvorsitzender ist Josef Laumer, Landrat des Landkreises Straubing-Bogen.